# Seeversiella liliputana
Seeversiella liliputana är en skalbaggsart som beskrevs av Vladimir I. Gusarov 2003. Seeversiella liliputana ingår i släktet Seeversiella och familjen kortvingar. Inga underarter finns listade i Catalogue of Life.